# Grzegorz Turnau

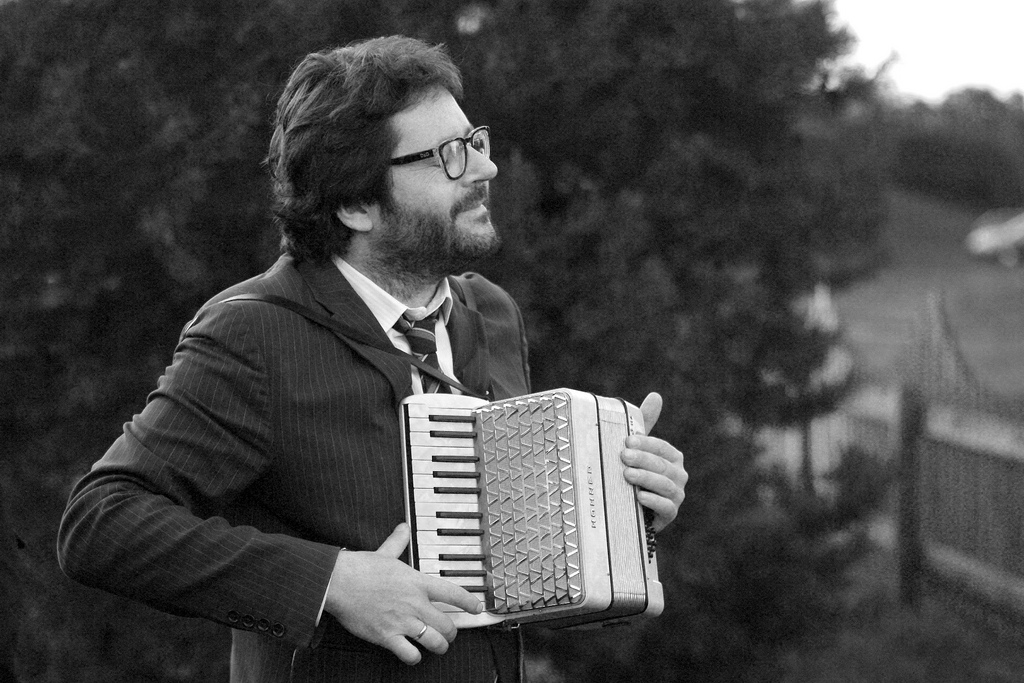
Grzegorz Turnau przed V Inowrocławską nocą Solannową, 26 lipca 2009

Grzegorz Jerzy Turnau (ur. 31 lipca 1967 w Krakowie) – polski wokalista, pianista, aranżer, kompozytor i poeta, wykonawca poezji śpiewanej; od 2016 kierownik muzyczny Teatru Lalka w Warszawie.
W twórczości często nawiązuje do muzyki jazzowej, smoothjazzowej, a także do dokonań Marka Grechuty i Jana Kantego Pawluśkiewicza. Podczas większości koncertów główne miejsce wśród instrumentów zajmuje fortepian, na którym gra Turnau.
Jest laureatem licznych nagród, m.in.: dziewięciu Fryderyków, dwóch Wiktorów, Grand Prix Krajowego Festiwalu Piosenki Polskiej w Opolu. Otrzymał medal Gloria Artis i Złoty Krzyż Zasługi. W 2016 został laureatem Nagrody Miasta Krakowa w dziedzinie kultury i sztuki.

## Życiorys
W latach 1973–1980 uczył się grać na fortepianie w Państwowej Ogólnokształcącej Szkole Muzycznej I stopnia im. Ignacego Paderewskiego w Krakowie. W 1980 wyjechał na rok uczyć się w Bedford, skąd powrócił i ukończył V Liceum Ogólnokształcące im. Augusta Witkowskiego w Krakowie. Następnie studiował filologię angielską na Uniwersytecie Jagiellońskim.
Będąc uczniem trzeciej klasy liceum, zadebiutował na Studenckim Festiwalu Piosenki w Krakowie, na którym za wykonanie piosenki „Znów wędrujemy” (do wiersza Krzysztofa Kamila Baczyńskiego) otrzymał pierwszą nagrodę. Po udziale na festiwalu trafił do Piwnicy pod Baranami, do którego zaprosił go Piotr Skrzynecki.
W latach młodości często jeździł do swoich dziadków do Inowrocławia, później zaczął organizować tam cykliczne koncerty pt. Inowrocławska Noc Solannowa z udziałem swoim i zaproszonych przez siebie artystów.
W 1995 za wykonanie utworu „Natężenie świadomości” zdobył drugą nagrodę na 32. Krajowym Festiwalu Piosenki Polskiej w Opolu. Rok później za wykonanie utworu „Bracka” otrzymał Grand Prix im. Karola Musioła na 33. edycji festiwalu. W 1997 wystąpił z utworem „Deus ex machina” w koncercie „Zielono mi” dedykowanym pamięci Agnieszki Osieckiej podczas 34. KFPP w Opolu. W 2005 wydał album pt. 11:11. W 2007 za wydany rok wcześniej album pt. Historia pewnej podróży otrzymał nagrodę w kategorii „płyta literacka” na 44. KFPP w Opolu.

## Twórczość

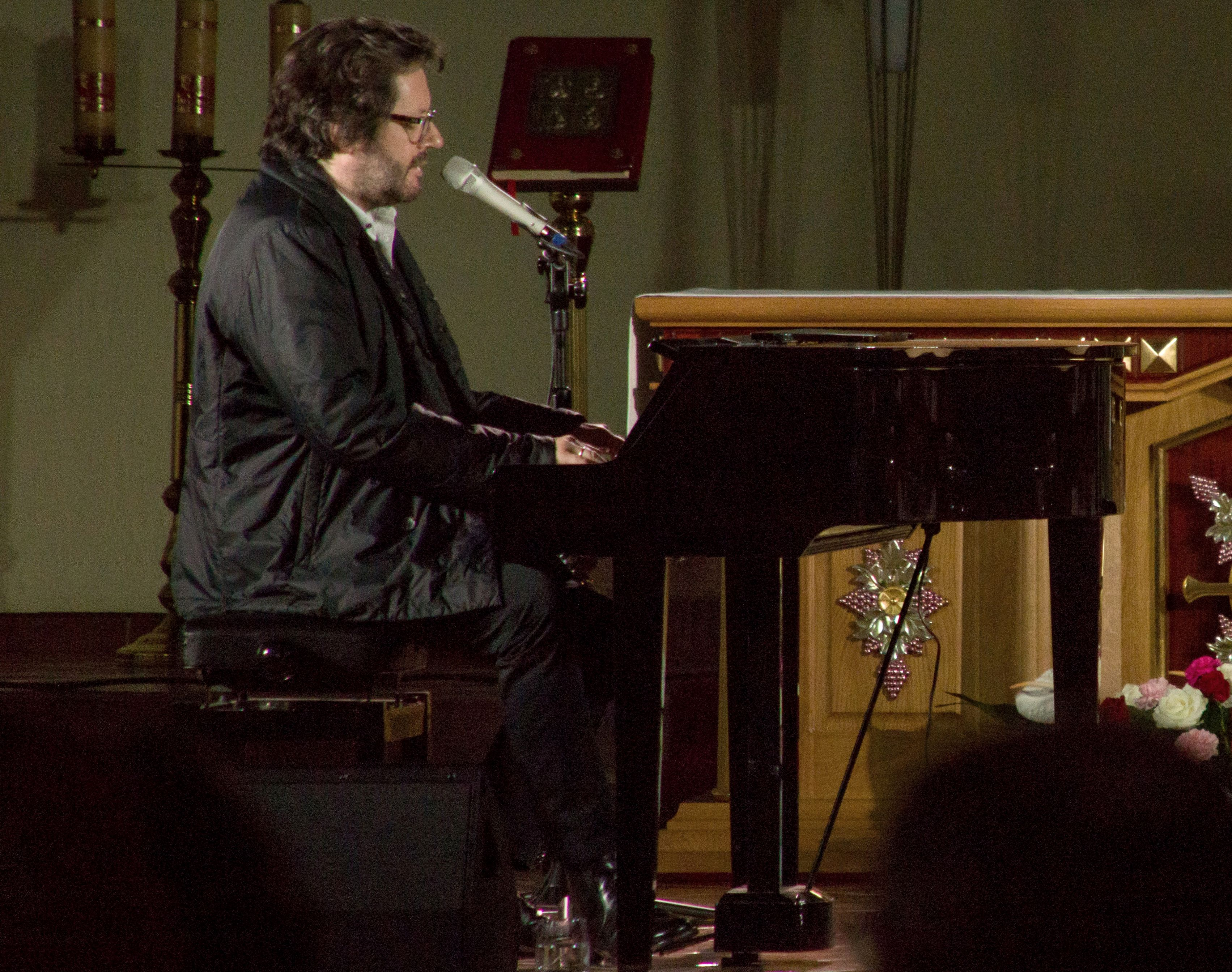
Turnau na koncercie w Żarach

Do bardziej znanych utworów artysty należą m.in.: „Znów wędrujemy”, „Naprawdę nie dzieje się nic”, „Cichosza”, „Między ciszą a ciszą”, „Pamięć”, „Bracka”, „To tu, to tam”, „Tutaj jestem” (sł. Michał Zabłocki), „Wiem” (sł. Andrzej Poniedzielski), „Liryka, liryka” (sł. Konstanty Ildefons Gałczyński), „Kawałek cienia” (sł. Grzegorz Turnau), „Leniwa głowa” (sł. Wiesław Dymny), „O, Kutno!” (sł. Jeremi Przybora), „Bombonierka” (duet z Barbarą Stępniak-Wilk, sł. Basia Stępniak-Wilk, muz. Aleksander Brzeziński).
Współpracował m.in. z artystami, takimi jak m.in. Ewa Małas-Godlewska, Anna Maria Jopek, Dorota Miśkiewicz, Jan Kanty Pawluśkiewicz, Zbigniew Preisner, Jacek Wójcicki, Beata Rybotycka, Andrzej Sikorowski, Stanisław Soyka, Aleksander Glondys, Justyna Steczkowska, Magda Umer, Ola Maurer i Wojciech Waglewski. Jest również kompozytorem muzyki teatralnej i filmowej (m.in. do filmu Zakochany Anioł). Współpracuje z aktorami: Wojciechem Malajkatem oraz Zbigniewem Zamachowskim.
W swoich piosenkach wykorzystuje teksty czołowych polskich poetów XX wieku (najczęściej: Krzysztofa Kamila Baczyńskiego, Jana Brzechwy, Bolesława Leśmiana, Zbigniewa Herberta, Konstantego Ildefonsa Gałczyńskiego), twórców współcześnie żyjących (głównie Michała Zabłockiego oraz Leszka Aleksandra Moczulskiego, ale również Ewy Lipskiej, Jarosława Kiliana czy Michała Rusinka). Znaczną część piosenek stanowią utwory pisane do własnych tekstów, m.in.: „Kawałek cienia”, „Pamięć”, „Kino Bałtyk”, „Nawet”, „Ultima Thule”, „11:11”, „Na młodość”, „Zanim...”, „Było kiedyś między nami”, „Pianista i ja”, „Fabryka klamek”.
Spośród autorów zagranicznych Turnau kilkakrotnie sięgał do wierszy E.E. Cummingsa („Wiwat słodka miłość”, „Jeśli szukasz prawd”, „Gdy kwitnie żonkil” – wszystkie w tłumaczeniu Stanisława Barańczaka). Ponadto, na jego płycie Fabryka Klamek z 2010 roku znalazł się utwór „Sonet LX” do tekstu Williama Shakespeare’a.
W dyskografii Turnaua znajdują się dwie płyty poświęcone twórczości innych artystów: Jeremiego Przybory i Jerzego Wasowskiego z Kabaretu Starszych Panów („Cafe Sułtan”) oraz Marka Grechuty („Historia Pewnej Podróży”).
W pierwszą rocznicę śmierci Grzegorza Ciechowskiego wykonał wraz ze swoim zespołem utwór Ciechowskiego – „Śmierć na pięć”.

## Życie prywatne
Jest prawnukiem Jerzego Turnaua, synem profesora dydaktyki matematyki Stefana Turnaua, mężem flecistki Maryny Barfuss. Jego córka Antonina (ur. 20 maja 1988), we wrześniu 2015 wyszła za aktora Marka Kondrata,  z którym ma córkę, Helenę (ur. 2018). Ma brata Michała, który kiedyś był muzykiem, a po zakończeniu kariery zajął się organizacją koncertów.
Jest współwłaścicielem winnicy w Baniewicach (powiat gryfiński, województwo zachodniopomorskie).
W 2009 wsparł Rafała Trzaskowskiego w kampanii przed wyborami do Parlamentu Europejskiego.

## Odznaczenia
- Złoty Krzyż Zasługi (2004)[11]
- Srebrny Medal „Zasłużony Kulturze Gloria Artis” (2005)[12]
- Honorowe obywatelstwo Miasta Inowrocławia (2011)[13]

## Zespół

### Obecny skład
- Robert Kubiszyn – gitary basowe, kontrabas, skrzypce
- Leszek Szczerba – saksofony, klarnet, flet
- Cezary Konrad – perkusja, pianino
- Mariusz Pędziałek – obój, rożek angielski[14]

### Współpracownicy
- Dorota Miśkiewicz – śpiew
- Sławomir Berny – instrumenty perkusyjne[14]
- Jacek Królik – gitary[14]
- Łukasz Adamczyk – gitara basowa, kontrabas[14]
- Mirosław Hady – perkusja
- Michał Dąbrówka – perkusja
- Jacek Fedkowicz – gitara basowa
- Wojtek Fedkowicz – perkusja
- Marek Napiórkowski – gitara akustyczna

### Byli członkowie zespołu
- Michał Półtorak – skrzypce
- Maryna Barfuss – flet
- Robert Hobrzyk – gitara
- Jerzy Wysocki – gitara
- Adam Moszumański – wiolonczela, gitara basowa

## Dyskografia

### Albumy solowe
| Naprawdę nie dzieje się nic                          | - Data: połowa 1991 - Wydawca: Pomaton EMI                    | –  | - POL: 100 tys.+ | - POL: złota płyta        |
| Pod światło                                          | - Data: 1993, reedycja 1 stycznia 1996 - Wydawca: Pomaton EMI | –  | - POL: 100 tys.+ | - POL: złota płyta        |
| To tu, to tam                                        | - Data: 9 października 1995 - Wydawca: Pomaton EMI            | –  | - POL: 400 tys.+ | - POL: 2× platynowa płyta |
| Tutaj jestem                                         | - Data: 28 kwietnia 1997 - Wydawca: Pomaton EMI               | –  | - POL: 100 tys.+ | - POL: złota płyta        |
| Księżyc w misce                                      | - Data: 30 listopada 1998 - Wydawca: Pomaton EMI              | –  |                  |                           |
| Ultima                                               | - Data: 5 czerwca 1999 - Wydawca: Pomaton EMI                 | –  | - POL: 50 tys.+  | - POL: złota płyta        |
| Złota kolekcja: Kawałek cienia                       | - Data: grudzień 2000 - Wydawca: Pomaton EMI                  | –  |                  |                           |
| Nawet                                                | - Data: 9 listopada 2002 - Wydawca: EMI Music Poland          | 4  |                  |                           |
| Cafe Sułtan                                          | - Data: 4 października 2004 - Wydawca: EMI Music Poland       | 4  |                  |                           |
| 11:11                                                | - Data: 21 listopada 2005 - Wydawca: EMI Music Poland         | 4  | - POL: 15 tys.+  | - POL: złota płyta        |
| Historia pewnej podróży                              | - Data: 27 listopada 2006 - Wydawca: EMI Music Poland         | 2  | - POL: 30 tys.+  | - POL: platynowa płyta    |
| Do zobaczenia                                        | - Data: 6 marca 2009 - Wydawca: EMI Music Poland              | 6  |                  |                           |
| Fabryka klamek                                       | - Data: 3 listopada 2010 - Wydawca: Mystic Production         | 3  | - POL: 15 tys.+  | - POL: złota płyta        |
| Złota kolekcja: Uno Momento Mortis / Dotąd doszliśmy | - Data: 25 czerwca 2013 - Wydawca: Parlophone Music Poland    | 42 | - POL: 15 tys.+  | - POL: złota płyta        |
| 7 widoków w drodze do Krakowa                        | - Data: 28 listopada 2014 - Wydawca: Mystic Production        | 19 |                  |                           |
| L                                                    | - Data: 13 października 2017 - Wydawca: Wydawnictwo Agora     | 11 |                  |                           |
| Bedford School                                       | - Data: 9 listopada 2018 - Wydawca: Mystic Production         | 20 |                  |                           |
| „-” album nie był notowany                           |                                                               |    |                  |                           |

### Albumy koncertowe
| Tytuł                           | Dane dot. albumu                                                                                 | Sprzedaż         | Certyfikat         |
| ------------------------------- | ------------------------------------------------------------------------------------------------ | ---------------- | ------------------ |
| Turnau w Trójce                 | - Data: 1994, reedycja 1 stycznia 1996 - Wydawca: Pomaton EMI - Format: CD, CS, digital download | - POL: 100 tys.+ | - POL: złota płyta |
| Och! Turnau Och-Teatr 18 V 2011 | - Data: 17 października 2011 - Wydawca: Mystic Production - Format: CD, DVD, LP, Blu-ray         |                  |                    |

### Duety
| Witaj Gwiazdo Złota (oraz Ewa Małas-Godlewska)                             | - Data: 1998, reedycja 10 listopada 2008 - Wydawca: EMI Music Poland | –  | - POL: platynowa płyta |
| Kołysanki – utulanki (oraz Magda Umer)                                     | - Data: 12 czerwca 2003 - Wydawca: Fokus                             | 32 | - POL: platynowa płyta |
| Kruchy świat, kruche szkło (oraz Wojciech Malajkat)                        | - Data: 4 sierpnia 2007 - Wydawca: SPP pod Baranami „Klub 40”        | –  |                        |
| Pasjans na dwóch (oraz Andrzej Sikorowski)                                 | - Data: 27 sierpnia 2007 - Wydawca: Music Collection Agency          | 21 |                        |
| Astrid Lindgren (oraz Ewa Bem)                                             | - Data: 28 listopada 2008 - Wydawca: EMI Music Poland                | –  |                        |
| Jan Kanty Pawluśkiewicz. Antologia. Volume 5: Grzegorz Turnau Czas błękitu | - Data: 24 marca 2014 - Wydawca: Polskie Radio                       | 34 |                        |
| „-” album nie był notowany                                                 |                                                                      |    |                        |

### Single
| „Naprawdę nie dzieje się nic”                                            | 1991 | –  | –  | Naprawdę nie dzieje się nic                |
| „Kawałek cienia”                                                         | 1993 | –  | –  | Pod światło                                |
| „Cichosza”                                                               | 1994 | –  | –  | Pod światło                                |
| „Pamięć”                                                                 | 1994 | 13 | –  | Pod światło                                |
| „Bracka”                                                                 | 1995 | 2  | 11 | To tu, to tam                              |
| „Między ciszą a ciszą”                                                   | 1995 | 16 | –  | To tu, to tam                              |
| „Natężenie świadomości”                                                  | 1996 | 18 | –  | To tu, to tam                              |
| „Niebezpieczne związki” (gościnnie: Justyna Steczkowska)                 | 1997 | 6  | 28 | Tutaj jestem                               |
| „Tutaj jestem”                                                           | 1997 | 8  | 46 | Tutaj jestem                               |
| „Piosenka dla ptaka”                                                     | 1998 | 14 | –  | Tutaj jestem                               |
| „Księżyc w misce”                                                        | 1998 | –  | –  | Księżyc w misce                            |
| „Wiem”                                                                   | 1999 | 6  | –  | Ultima                                     |
| „Wiwat, słodka miłość”                                                   | 1999 | 32 | –  | Ultima                                     |
| „Leniwa głowa”                                                           | 1999 | 38 | –  | Ultima                                     |
| „Soplicowo” (oraz Stanisław Sojka)                                       | 1999 | 4  | 48 | Pan Tadeusz (ścieżka dźwiękowa)            |
| „Krajobraz z wilgą i ludzie”                                             | 2001 | 50 | –  | Serce                                      |
| „Liryka, liryka”                                                         | 2002 | 5  | 50 | Nawet                                      |
| „Louloudi (Kwiat)” (oraz Georgios Dalaras)                               | 2003 | 14 | –  | Nawet                                      |
| „O Kutno”                                                                | 2004 | 13 | –  | Cafe Sułtan                                |
| „W kawiarence Sułtan”                                                    | 2004 | 37 | –  | Cafe Sułtan                                |
| „Przeprowadzka” (oraz Kot Przybora)                                      | 2005 | 38 | –  | Cafe Sułtan                                |
| Dorota Miśkiewicz – „Pod rzęsami” (gościnnie: Grzegorz Turnau)           | 2005 | 45 | –  | Pod rzęsami                                |
| „Czas błękitu”                                                           | 2005 | 18 | –  | 11:11                                      |
| „11:11”                                                                  | 2006 | 28 | –  | 11:11                                      |
| Basia Stępniak-Wilk – „Bombonierka” (gościnnie: Grzegorz Turnau)         | 2006 | 1  | 2  | Słodka chwila zmian                        |
| „Nie wiem o trawie”                                                      | 2006 | 18 | –  | Historia pewnej podróży                    |
| „Motorek”                                                                | 2007 | 9  | 13 | Historia pewnej podróży                    |
| Traincha – „(They Long To Be) Close To You” (gościnnie: Grzegorz Turnau) | 2008 | 46 | –  | The Look of Love – Burt Bacharach Songbook |
| „Na plażach Zanzibaru” (gościnnie: Sebastian Karpiel-Bułecka)            | 2010 | 1  | 33 | Fabryka klamek                             |
| „Gdy poezja”                                                             | 2011 | 17 | –  | Fabryka klamek                             |
| Aga Zaryan – „To jedno” (gościnnie: Grzegorz Turnau)                     | 2011 | 29 | –  | Księga olśnień                             |
| „Uno momento mortis”                                                     | 2011 | 7  | –  | Och! Turnau Och-Teatr 18 V 2011            |
| „Budzik”                                                                 | 2013 | 27 | –  |                                            |
| „Ledwie chwila”                                                          | 2014 | 31 | –  | 7 widoków w drodze do Krakowa              |
| „Do Leukonoe”                                                            | 2014 | 37 | –  | 7 widoków w drodze do Krakowa              |
| „Stojąc w kolejce”                                                       | 2016 | –  | –  | Grzegorz Ciechowski – spotkanie z legendą  |
| „Kolęda dla tęczowego Boga” (oraz Magda Umer)                            | 2016 | –  | –  |                                            |
| „Koszula”                                                                | 2017 | 46 | –  | L                                          |
| „Utrata (z duszą na listek)” (z Dorotą Miśkiewicz)                       |      |    |    |                                            |
| „-” singel nie był notowany                                              |      |    |    |                                            |

### Inne
| Album                                                        | Rok  | Utwór |
| ------------------------------------------------------------ | ---- | --- |
| Pod Budą – Jak kapitalizm to kapitalizm                      | 1993 | gościnnie śpiew w utworach „Nie przenoście nam stolicy do Krakowa” i „Dobra rada” |
| Natężenie świadomości – piosenki do słów Michała Zabłockiego | 1996 | Z koncertu z 26 kwietnia 1996: „Bracka”, „To tu to tam”, „Między ciszą a ciszą”, „Życia modele”, „Złoty sznur”, „Rozmowa z kobietą bez twarzy”, „Byłem w Nowym Jorku”, „Natężenie świadomości”, „Cichosza”, „Naprawdę nie dzieje się nic” |
| Wojciech Kilar – Pan Tadeusz (ścieżka dźwiękowa)             | 1999 | śpiew w utworze „Soplicowo” (w duecie ze Stanisławem Sojką) |
| Ewa Małas-Godlewska – Fuego                                  | 2000 | autor muzyki do utworu „Serenata” |
| Zbigniew Preisner – Głosy                                    | 2001 | gościnnie śpiew w utworze „Noc” |
| Marek Grechuta – Serce                                       | 2001 | gościnnie śpiew w utworach „Gdziekolwiek” i „Krajobraz z wilgą i ludzie” |
| Dorota Miśkiewicz – Pod rzęsami                              | 2005 | gościnnie śpiew w utworze „Pod rzęsami” |
| Zakochany Anioł..., czyli jak zdobyć kobietę                 | 2005 | ścieżka dźwiękowa do filmu Zakochany Anioł |
| Basia Stępniak-Wilk – Słodka chwila zmian                    | 2005 | gościnnie śpiew w utworze „Bombonierka” |
| Traincha – The Look of Love – Burt Bacharach Songbook        | 2008 | gościnnie śpiew w utworze „(They Long to Be) Close to You” |
| Dorota Miśkiewicz – Caminho                                  | 2008 | gościnnie śpiew w utworze „Suwalskie Bolero” |
| Krzysztof Napiórkowski – Introspekcja                        | 2008 | gościnnie śpiew w utworze „Na ulicach” |
| Śrubki – Śrubki                                              | 2010 | gościnnie śpiew w utworze „Jak kochać to namiętnie” |
| INO. Grzegorz Turnau i przyjaciele                           | 2010 | płyta promocyjna miasta Inowrocław wydana w nakładzie 1000 egzemplarzy |
| Idą Święta 4                                                 | 2010 | śpiew w utworze „Piosenki tej słuchajcie” (w duecie z Agą Zaryan) |

## Teledyski
| Tytuł                                                            | Rok  | Reżyseria                      | Album                           |
| ---------------------------------------------------------------- | ---- | ------------------------------ | ------------------------------- |
| „Cichosza”                                                       | 1993 | Michał Zabłocki                | Pod światło                     |
| „Pamięć”                                                         | 1993 | Michał Zabłocki                | Pod światło                     |
| „Między ciszą a ciszą”                                           | 1995 | Michał Zabłocki                | To tu to tam                    |
| „Bracka”                                                         | 1995 | Michał Zabłocki                | To tu to tam                    |
| „Natężenie świadomości”                                          | 1995 | Michał Zabłocki                | To tu to tam                    |
| „To tu to tam”                                                   | 1995 | Michał Zabłocki                | To tu to tam                    |
| „Pompa”                                                          | 1995 | Michał Zabłocki                | To tu to tam                    |
| „Wielka ulewo wielka śnieżyco”                                   | 1995 | Michał Zabłocki                | To tu to tam                    |
| „Wszystko, co piękne”                                            | 1995 | Michał Zabłocki                | To tu to tam                    |
| „Tutaj jestem”                                                   | 1997 | Michał Zabłocki                | Tutaj jestem                    |
| „Niebezpieczne związki” (gościnnie: Justyna Steczkowska)         | 1997 | Michał Zabłocki                | Tutaj jestem                    |
| „Wiem”                                                           | 1999 | Bolesław Pawica                | Ultima                          |
| „Soplicowo” (oraz Stanisław Sojka)                               | 1999 | Mariusz Palej                  | Pan Tadeusz (ścieżka dźwiękowa) |
| „Liryka, liryka”                                                 | 2002 | Michał Zabłocki                | Nawet                           |
| Basia Stępniak-Wilk – „Bombonierka” (gościnnie: Grzegorz Turnau) | 2005 | Dagmara Merecik                | Słodka chwila zmian             |
| „Nie wiem o trawie”                                              | 2006 | Michał Zabłocki                | Historia pewnej podróży         |
| „Motorek”                                                        | 2006 | Tomasz Sikora                  | Historia pewnej podróży         |
| „Na plażach Zanzibaru” (gościnnie: Sebastian Karpiel-Bułecka)    | 2010 | Paweł Siedlik, Mateusz Winkiel | Fabryka klamek                  |
| Aga Zaryan – „To jedno” (gościnnie: Grzegorz Turnau)             | 2010 | Jan Wierzejski                 | Księga olśnień                  |

## Nagrody i wyróżnienia
| Rok  | Kategoria                                                        | Nagroda                                                  | Uwagi     |
| ---- | ---------------------------------------------------------------- | -------------------------------------------------------- | --------- |
| 1994 | Wokalista roku                                                   | Fryderyk                                                 | Nominacja |
| 1994 | Piosenka roku („Cichosza¸)                                       | Fryderyk                                                 | Nominacja |
| 1994 | Najlepszy teledysk („Cichosza”)                                  | Fryderyk                                                 | Nominacja |
| 1994 | Album roku – piosenka poetycka („Turnau w Trójce”)               | Fryderyk                                                 | Laureat   |
| 1994 | Album roku – piosenka poetycka („Pod światło”)                   | Fryderyk                                                 | Nominacja |
| 1995 | Wokalista roku                                                   | Fryderyk                                                 | Laureat   |
| 1995 | Kompozytor roku                                                  | Fryderyk                                                 | Nominacja |
| 1995 | Album roku – piosenka poetycka („To tu, to tam”)                 | Fryderyk                                                 | Laureat   |
| 1996 | –                                                                | Mateusze                                                 | Laureat   |
| 1996 | Grand Prix im. Karola Musioła                                    | XXXIII KFPP                                              | Laureat   |
| 1997 | Wokalista roku                                                   | Fryderyk                                                 | Nominacja |
| 1997 | Album roku – piosenka poetycka („Tutaj jestem”)                  | Fryderyk                                                 | Laureat'  |
| 1998 | Album roku – piosenka poetycka („Księżyc w misce”)               | Fryderyk                                                 | Nominacja |
| 1998 | Artysta estrady                                                  | Wiktory                                                  | Laureat   |
| 1999 | Piosenka w filmie polskim lub serialu telewizyjnym („Soplicowo”) | Philip Award                                             | Laureat   |
| 1999 | Kompozytor roku                                                  | Fryderyk                                                 | Nominacja |
| 1999 | Album roku – piosenka poetycka („Ultima”)                        | Fryderyk                                                 | Nominacja |
| 2002 | Album roku – piosenka poetycka („Nawet”)                         | Fryderyk                                                 | Laureat   |
| 2004 | Album roku – piosenka poetycka („Cafe Sułtan”)                   | Fryderyk                                                 | Laureat   |
| 2005 | Album roku – piosenka poetycka („11:11”)                         | Fryderyk                                                 | Laureat   |
| 2005 | Muzyka literacko-poetycka                                        | Superjedynki                                             | Laureat   |
| 2006 | Wokalista roku                                                   | Fryderyk                                                 | Nominacja |
| 2007 | Album roku – piosenka poetycka („Historia pewnej podróży”)       | Fryderyk                                                 | Laureat   |
| 2007 | Album roku – piosenka poetycka („Herbaciane nonsensy”)           | Fryderyk                                                 | Nominacja |
| 2007 | Muzyka literacko-poetycka                                        | Superjedynki                                             | Laureat   |
| 2010 | Album roku – piosenka poetycka („Do zobaczenia”)                 | Fryderyk                                                 | Nominacja |
| 2011 | Album roku – piosenka poetycka („Fabryka klamek”)                | Fryderyk                                                 | Laureat   |
| 2018 | muzyka                                                           | Międzynarodowy Festiwal Teatrów Dziecięcych w Banja Luce | Laureat   |